# Виссо
Виссо (итал. Visso) — коммуна в Италии, располагается в регионе Марке, в провинции Мачерата.
Население составляет 1231 человек (2008 г.), плотность населения составляет 12 чел./км². Занимает площадь 100 км². Почтовый индекс — 62039. Телефонный код — 0737.
Покровителем коммуны почитается Иоанн Креститель, празднование 24 июня.

## Демография
Динамика населения:

## Администрация коммуны
- Официальный сайт: http://www.visso.sinp.net/